# Magic: The Gathering Arena
Magic: The Gathering Arena es un juego free-to-play digital de cartas coleccionables desarrollado y publicado por Wizards of the Coast. El juego es una adaptación digital del juego de cartas Magic: El encuentro (MTG), que permite a los jugadores obtener cartas a través de paquetes de boosters, logros alcanzados en el juego o compras de microtransacciones, y construir sus propios mazos para desafiar a otros jugadores. Se le conoce comúnmente como MTG Arena, Magic Arena o simplemente Arena  dentro del contexto más amplio de Magic: The Gathering . El juego se lanzó en estado beta en noviembre de 2017 y se lanzó por completo para los usuarios de Microsoft Windows en septiembre de 2019 y en macOS en junio de 2020. Las versiones compatibles con el guardado cruzado para dispositivos móviles están previstas para finales de 2020.

## Como se juega
MTG Arena sigue las mismas reglas que el juego físico de cartas , en el que los jugadores usan mazos de cartas que incluyen cartas de tierra que generan cinco colores separados de maná, y juegan cartas que consumen ese maná para convocar criaturas, lanzar hechizos ofensivos y defensivos, y/o activar efectos y habilidades. Los jugadores luchan contra otros jugadores usando un mazo seleccionado, con el objetivo de reducir el total de vidas del oponente a cero antes de que su oponente pueda hacer lo mismo con ellos. 
MTG Arena admite tanto el juego con mazos construidos como en el formato draft. En el juego construido, los jugadores crean mazos de cartas de su biblioteca. El juego ofrece a los nuevos jugadores una biblioteca de cartas base y mazos prefabricados de esas cartas, pero a medida que los jugadores ganan partidos o completan misiones diarias, pueden ganar nuevos paquetes de boosters que agregan cartas a su biblioteca y permiten a los jugadores personalizar sus mazos y mejorarlos. A diferencia de la mayoría de los paquetes físicos de cartas de Magic, que generalmente contienen de 15 a 16 cartas jugables, los paquetes de MTG Arena contienen 8 cartas (1 rara, 2 poco comunes y 5 comunes). En el juego de Draft, los jugadores primero reciben una serie de paquetes de boosters especiales para construir un mazo. Luego intentan ganar tantas partidas como puedan con ese mazo. Una vez que el jugador ha ganado 7 partidos o perdido tres juegos con ese mazo, ese mazo se retira; el jugador se queda con todas las cartas drafteadas y también gana recompensas que proporcionan más paquetes de boosters y recursos para construir su biblioteca. 
Arena sigue el popular paradigma freemium, lo que permite a los usuarios jugar gratis con microtransacciones opcionales. Los jugadores pueden usar moneda del mundo real para comprar gemas o moneda del juego, que a su vez se pueden gastar en paquetes de refuerzo o para participar en eventos de draft o construidos. Las gemas también se otorgan como recompensa por ganar el modo Draft. Además de las cartas normales de la colección, un jugador también puede recibir "comodines" de cualquier rareza en un sobre o como recompensa. El jugador puede intercambiar estos comodines por cualquier carta de la misma rareza. Magic: The Gathering permite mazos con hasta cuatro copias de la misma carta, por lo que una vez que un jugador gana una quinta copia de una carta con nombre a través de paquetes de boosters, esta se usa para agregarla a un medidor de Vault, según su rareza. Cuando el medidor de Vault está lleno, el jugador puede abrirlo para obtener comodines. El juego no incluye una función para intercambiar cartas con otros jugadores, ya que los desarrolladores afirman que esto afectaría su capacidad para ofrecer recompensas en el juego en el nivel que deseen, al tiempo que calibra eficazmente la economía para que sea fácil y eficiente obtener cartas a través del hecho de jugar.
Al igual que con la edición física, se introducen nuevas expansiones en MTG Arena a medida que se retiran otros conjuntos. La mayor parte de los modos del juego requieren que el jugador construya mazos "estándar" que usen cartas de las expansiones activas actuales. Sin embargo, el juego también tiene soporte limitado para mazos "históricos" que usan cualquier carta disponible en el juego, aunque estos modos no son elegibles para varias progresiones en el juego. Con las actualizaciones en mayo de 2020, el juego admite permanentemente el formato "histórico" en el futuro, rastreando el juego clasificado con estos mazos por separado de los de la rotación estándar, y los jugadores podrán comprar o crear cartas históricas.
Con la incorporación del Set Core 2021 en julio de 2020, Arena también se actualizó para incluir soporte para el nuevo modo de refuerzo "Jumpstart", paquetes temáticos de 20 cartas diseñados para permitir que un jugador ingrese rápidamente al juego.

## Desarrollo
Arena está diseñado para ser un método más moderno de jugar Magic: The Gathering con otros jugadores mientras se usa una computadora en comparación con Magic: The Gathering Online (MOL). Un objetivo clave de su desarrollo fue permitir que Arena se mantuviera al día con los lanzamientos físicos de nuevas expansiones para el juego físico, con el objetivo de tener la versión digital de la expansión disponible el mismo día en que estén disponibles en el comercio minorista físico. Por ejemplo, la expansión de Dominaria se lanzó simultáneamente como producto minorista y dentro de Arena el 27 de abril de 2018, mientras que la primera actualización importante del juego principal en varios años, "Core 19", estuvo disponible en Arena el mismo día que la fecha de venta del set del 13 de julio de 2018. El juego también se mantendrá actualizado con el denominado formato estándar, donde las cartas que se consideran válidas para la construcción de mazos son las de las últimas grandes expansiones. Los jugadores pueden obtener cartas de conjuntos retirados de Estándar, y jugar esas cartas es posible en el modo "Histórico". 
La parte central del desarrollo de Arena fue su motor de reglas de juego (GRE). El objetivo de este motor era crear un sistema que pudiera manejar los conjuntos de reglas actuales y futuras de Magic para respaldar su plan de permanecer actualizado con los lanzamientos físicos. El GRE proporcionó medios para implementar reglas y efectos a nivel de carta, permitiéndole ser expandible. El GRE también ayudó a acelerar las jugadas en el juego. En comparación con otros juegos de cartas digitales como Hearthstone, donde un oponente no puede interactuar durante el turno de un jugador, Magic: The Gathering permite a los oponentes reaccionar durante el turno de un jugador. En iteraciones anteriores de juegos de Magic que permitían esto, incluyendo tanto Online como Duels of the Planeswalkers, se encontró que estos sistemas ralentizaban el juego mientras esperaban que un oponente reaccionara u optara por no reaccionar. En cambio, en Arena, los desarrolladores pudieron usar el soporte por carta para determinar cuándo era necesario permitir las reacciones a una carta jugada, utilizando observaciones del juego de torneo de Magic. Esto ayudó a acelerar el juego para ambos jugadores a la vez que permitió que se desarrollaran las reacciones completas de las cartas.
No se esperaba que Arena reemplazara a Magic: The Gathering Online. MOL seguirá apoyando a toda la historia de las cartas Magic, mientras que Arena sólo incluye cartas en los sets estándar actuales de su lanzamiento inicial y cualquier expansión en el futuro. Arena se probó por primera vez en una beta cerrada. Una versión beta inicial de prueba de esfuerzo para usuarios seleccionados comenzó el 3 de noviembre de 2017, y los seleccionados se limitaron a acuerdos de no divulgación con fines de prueba, mientras que otros podrían postularse para obtener acceso a las etapas posteriores de la versión beta cerrada. La primera versión beta cerrada a gran escala comenzó en diciembre de 2017. La versión beta abierta comenzó el 27 de septiembre de 2018, y su lanzamiento completo fue en 2019. Arena seguirá estando disponible directamente desde Wizards of the Coast con soporte para Windows, y macOS. Se espera que los clientes de guardado cruzado para dispositivos móviles con software iOS y Android se lancen a fines de 2020, y los jugadores puedan procesar en clientes de escritorio o móviles.
En julio de 2019, Joe Deaux, de Bloomberg, informó que "casi 3 millones de usuarios activos jugarán Arena a fines de este año, estima KeyBanc, y eso podría aumentar a casi 11 millones para 2021 según su escenario en alza, especialmente si se expande de PC a dispositivos móviles. Eso es solo usuarios activos, y los usuarios registrados podrían ser millones más altos. Según Hasbro, ya se han jugado mil millones de juegos en línea". De las marcas de franquicia de Hasbro, solo Magic y Monopoly registraron ganancias de ingresos el año pasado. Brett Andress, analista de KeyBanc Capital Markets, predice que Magic: The Gathering Arena agregará hasta 98 centavos por acción en ganancias incrementales a los resultados para 2021 (que es al menos un aumento del 20%).   

## E-sports
En diciembre de 2018, Wizards of the Coast anunció en The Game Awards 2018 que se crearía un grupo de deportes electrónicos para el juego en 2019. El premio acumulado de $10 millones se dividirá a partes iguales entre el juego de mesa tradicional y la nueva versión digital Arena.
En el año 2019, Wizards of the Coast reveló un nuevo programa de esports que comienza con un evento especial Invitacional Mitico con $1 millón de pozo en premios en PAX East, en Boston, el fin de semana del 28-31 de marzo. El evento se llevó a cabo en una serie de tres grupos de doble eliminación utilizando un nuevo formato de MTG descrito como "Duo Standard" que requiere dos mazos completos sin sideboarding.
El jugador Andrea Mengucci, "Mengu09", ganó el evento y se llevó el premio mayor de 250.000 dólares. El 16 de febrero de 2020, Paulo Vitor Damo Da Rosa ganó el Campeonato del Mundo de Magic 2019. El formato para los 8 mejores de este torneo fue estándar y los partidos se jugaron en Magic Arena.

## Expansiones disponibles

#### Histórico
- Mystical Archive
- Jumpstart
- Antología histórica
- Antología histórica 2
- Antología histórica 3
- Antología histórica 4
- Antología histórica 5
- kaladesh remasterizado
- Amonkhet remasterizado
- Ixalan
- Rivales de Ixalan
- Dominaria
- Colección Básica 2019
- Gremios de Rávnica
- La Guerra de la Chispa
- Colección Básica 2020

#### Estándar
- Aventuras en FOrgotten Realms
- Strixhaven
- Kaldheim
- El resurgir de Zendikar
- Colección básica 2021
- Ikoria: Mundo de behemots
- Theros más allá de la muerte
- El Trono de Eldraine